# Philibert de Rye (évêque)
Ne doit pas être confondu avec Philibert de Rye (comte).
Philibert de Rye, né en Franche-Comté et mort probablement vers 1556 (probablement le 17 juin 1556), a été évêque et prince de Genève et abbé commendataire au XVIe siècle.

## Biographie

### Origines
Philibert de Rye est originaire de Franche-Comté. Il est le fils de Simon, seigneur de Rye, de Balançon et de Dissey, et de Jeanne de La Baume, fille de Guillaume de La Baume-Montrevel,. Son père est conseiller et chambellan de l'archiduc Philippe. Le couple a douze enfants, dont Louis,.
Ils sont neveux de Pierre de La Baume, leur prédécesseur sur le siège épiscopal de Genève (1522–1544),.

### Carrière ecclésiastique
Philibert de Rye est coadjuteur de son frère Louis, évêque de Genève. Philibert lui succède sur le siège épiscopal de Genève et à la tête des diverses abbayes (Acey, Saint-Claude et prieuré de Gigny), mais ne réside pas. Il prend ainsi la tête de l'abbaye de Saint-Claude en 1550, à la mort de son frère.
Le diocèse et la Savoie sont occupés par le roi de France Henri II, alors que Philibert de Rye est un sujet de l'Empire. Guillaume Furbit (ou Furby, ou Furbitus), curé de la paroisse, docteur en Sorbonne et évêque in partibus d'Alessio (it) (Lezhë),, qui administre le diocèse comme évêque auxiliaire. Il est secondé par deux chanoines.
Il quitte ses différentes charges durant l'année 1556 et meurt. Marc de Rye ne lui succède à Saint-Claude qu'en 1561. Il meurt au château de La Tour-du-Meix et il est inhumé dans l'église de Saint-Christophe.
Philibert de Rye meurt au château de la Tour du May, relevant de l'abbaye de St-Claude, en 1556. D.P. Benoît (1892) place sa mort le 17 juin 1556,. Son corps est inhumé dans l'église de Saint-Christophe.

## Héraldique
Les armes de la famille de Rye sont d'azur à l'aigle éployé d'or. Il les utilise sur un sceau, daté de 1544, alors qu'il est abbé de Saint-Claude.